# Diocese de Macau
A Diocese de Macau (em latim: Dioecesis Macaonensis) é uma circunscrição eclesiástica da Igreja Católica em Macau, na República Popular da China. Foi erecta pelo Papa Gregório XIII através da bula "Super specula militantis Ecclesiae", a 23 de Janeiro de 1576, seguindo o rito romano. Inicialmente com jurisdição eclesiástica sobre a China, o Japão e as ilhas adjacentes, actualmente a diocese apenas exerce jurisdição sobre o território da Região Administrativa Especial de Macau (RAEM). Está dividida em nove paróquias. A sua criação em 1576 confirmou o papel que a então colónia portuguesa de Macau desempenhava como centro de formação e de partida de missionários católicos, nomeadamente jesuítas, para os diferentes países da Ásia, principalmente para a China e o Japão. Anteriormente vinculada ao Padroado português (até 1999) e sufragânea da Arquidiocese de Goa (até 1976), a Diocese de Macau é hoje uma diocese isenta, ou seja, está imediatamente sujeita à Santa Sé. É independente da hierarquia católica chinesa e da Associação Patriótica Católica Chinesa. Desde 2016, D. Stephen Lee Bun-sang é o Bispo de Macau.
Em 2022, a Diocese contava aproximadamente com 32,5 mil católicos (aproximadamente 4,8% da população local). A população católica de Macau é bastante multicultural, sendo principalmente constituída pelas comunidades chinesa (chineses de Macau, chineses de Hong Kong, chineses provenientes da China Continental, etc.), lusófona (portugueses europeus, luso-descendentes de Macau ou macaenses, africanos provenientes dos PALOPs, brasileiros, timorenses, etc.) e anglófona (maioritariamente filipinos). Por isso, as celebrações litúrgicas são habitualmente realizadas em cantonês, português e/ou inglês. O mandarim, o tagalog e o vietnamita também são usados para a celebração regular de algumas Missas. Em 2022, a diocese contava com um bispo, um bispo-emérito, 13 padres diocesanos residentes e 1 padre diocesano que residia fora de Macau, 20 padres especiais, 60 padres regulares e 30 irmãos religiosos, 147 religiosas e 175 missionárias voluntárias. Em 2023, existiam em Macau 10 institutos religiosos masculinos, 16 institutos religiosos femininos e 2 institutos seculares.
A Igreja Católica local possui uma vasta rede de serviços de assistência social e de educação, constituída em 2022 por 22 instituições de serviço social, onde se incluem sete creches; seis sanatórios para idosos; quatro centros de reabilitação para deficientes físicos e mentais; cinco lares para crianças de famílias monoparentais e/ou problemáticas; e 31 estabelecimentos de ensino (incluindo a Universidade de São José), com cerca de 32,3 mil alunos. Actualmente, a Diocese dispõe de um seminário, o Seminário de São José, para a formação de novos sacerdotes diocesanos.
A Diocese de Macau tem São Francisco Xavier e Santa Catarina de Siena como santos padroeiros e Nossa Senhora da Imaculada Conceição como padroeira principal. Na cidade de Macau, São João Baptista é também venerado como seu padroeiro, desde a vitória dos portugueses contra os invasores holandeses na Batalha de Macau (em 1622). O lema da diocese é  Scientia et Virtus (Ciência e Virtude). A sua catedral é a Igreja da Sé, que, juntamente com a Igreja de S. Lourenço, a Igreja e Seminário de S. José, a Igreja de St. Agostinho, a Igreja de S. Domingos, as Ruínas de S. Paulo, a Igreja de St. António e a Capela de N. Sra. da Guia, foi incluída em 2005 no "Centro Histórico de Macau", que por sua vez está incluído na Lista do Património Mundial da Humanidade da UNESCO.

## História

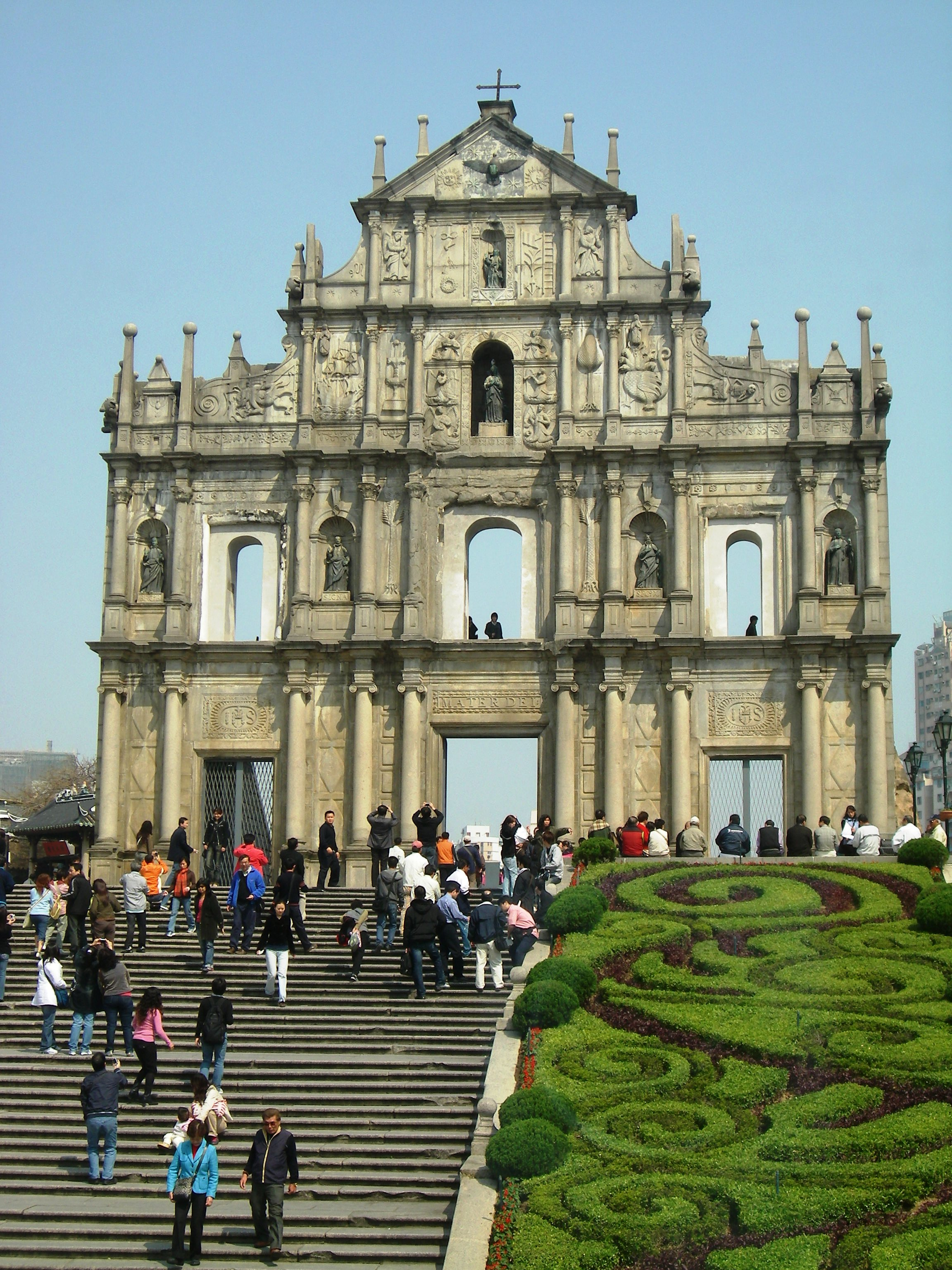
A fachada da já destruída Igreja da Madre de Deus, anexa ao Colégio de São Paulo. A igreja foi reconstruída em 1602 e destruída em 1835, restando apenas as Ruínas de São Paulo, que inclui a fachada.

O Papa Gregório XIII, através da bula "Super specula militantis Ecclesiae", a 23 de Janeiro de 1576, erigiu a Diocese de Macau, com jurisdição eclesiástica inicial sobre a China, o Japão e as ilhas adjacentes, separando-a da Diocese de Malaca. A Diocese era a sede do Padroado Português no Extremo Oriente, querendo isto dizer que o Estado português patrocinava, influenciava e protegia a Igreja Católica nos seus domínios. 
Aquando da fundação da Diocese, Macau já era um sítio com muitos cristãos: em 1568, o número de católicos era de 5 mil, contra os 600 católicos registados em 1561. Em 1644, a cidade de Macau chegou a ter 40 mil católicos, mas, nos primórdios do século XVIII, já só restavam 19509 católicos, de entre uma população total de 20,5 mil habitantes. Sendo um importante estabelecimento comercial português em meados do século XVI, Macau tornou-se também num importante ponto de partida de missionários católicos para os diferentes países da Ásia, principalmente para a China e o Japão. Eles construiram igrejas, instituições de caridade e de educação, nomeadamente o Colégio de São Paulo (fundado no séc. XVI) e o Seminário de São José (fundado no séc. XVIII). Estas instituições académicas, ambas criadas pelos jesuítas, serviam para formar missionários e padres. Mas, o Colégio foi destruído por um incêndio em 1835 e o Seminário, devido à falta de vocações sacerdotais, deixou de funcionar em 1967. Além da evangelização, estes religiosos católicos, nomeadamente Matteo Ricci, promoveram também o intercâmbio ético, cultural e científico entre o Ocidente e o Oriente. Vários missionários jesuítas, que também eram cientistas, músicos, artistas e escritores, chegaram a desempenhar importantes funções e cargos na Corte imperial chinesa, nomeadamente durante o reinado de Kangxi (1661-1722).
O primeiro a ser sagrado Bispo de Macau foi D. Leonardo de Sá, que só chegou a Macau em 1581, sendo a Diocese administrada pelo bispo D. Belchior Carneiro Leitão até à data mencionada. Foi este bispo jesuíta português que fundou, em 1569, o Hospital dos Pobres (mais tarde renomeado de Hospital de São Rafael) e a Santa Casa da Misericórdia, a primeira instituição europeia de caridade e de beneficência em Macau que tem por objectivo atender às necessidades dos pobres da Cidade. Esta instituição contribuiu muito para o desenvolvimento da assistência social de Macau. D. Belchior fundou também uma leprosaria junto à Igreja de S. Lázaro para cuidar dos leprosos.

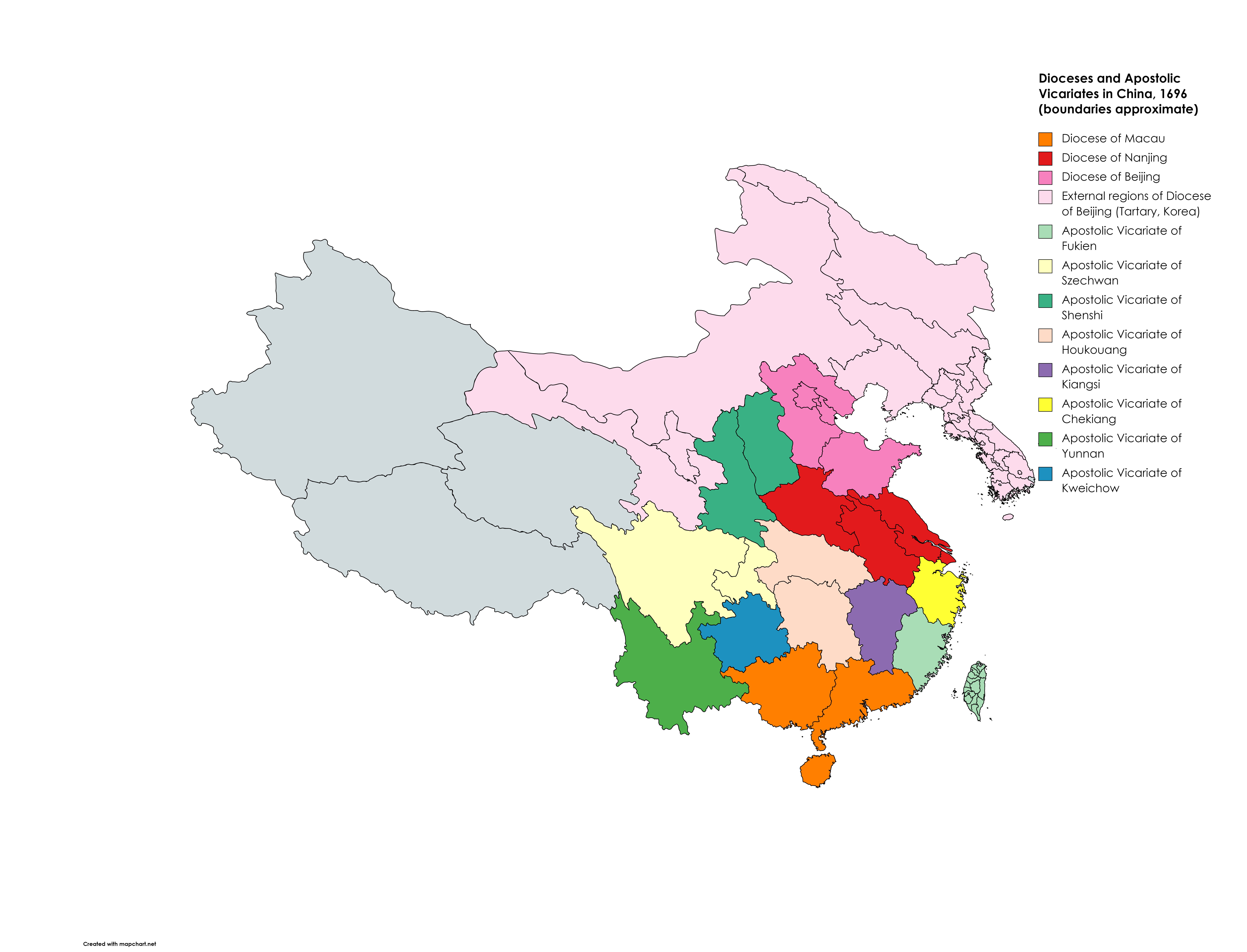
Mapa das dioceses e vicariatos apostólicos na China em 1696. As dioceses de Macau, Nanquim e Pequim eram sufragâneas da Arquidiocese de Goa, vinculada ao Padroado português, enquanto que os vicariatos apostólicos dependiam da Congregação da Propaganda Fide.

Aquando da sua fundação, a Diocese de Macau, vinculada ao Padroado português e sufragânea da Arquidiocese de Goa, teve jurisdição sobre vários territórios eclesiásticos existentes no Extremo Oriente, nomeadamente a China, o Japão, o Vietname e ilhas adjacentes. No entanto, com o decorrer dos tempos, a Igreja Católica começou a criar gradualmente novas dioceses e circunscrições eclesiásticas no Extremo Oriente e, consequentemente, a Diocese de Macau começou, aos poucos, a perder territórios e igrejas que outrora foram criadas e/ou administradas por ela. Com a criação da Diocese de Funay (1588) no Japão, dos Vicariatos Apostólicos de Tonquim e da Cochinchina (1659), do Vicariato Apostólico de Nanquim (1659, elevado a diocese em 1690) e da Diocese de Pequim (1690), a jurisdição da Diocese de Macau ficou reduzida a Macau e ilhas adjacentes, Timor e as Províncias chinesas de Guangxi, Hainão e Guangdong.
Não obstante, principalmente durante o bispado de D. João de Casal (1690-1735), a diocese participou na controvérsia dos ritos na China, que dividiu os missionários e prejudicou muito a evangelização na China. D. João de Casal, defendendo a sua autoridade episcopal vinculada ao Padroado português, entrou em conflito directo com o legado papal Charles de Tournon, que chegou a Macau sem a autorização do Padroado em 1707, depois de ser expulso da China pelo Imperador Kangxi. D. João de Casal chegou mesmo a proibir o clero local de obedecer aos decretos de Tournon que condenavam os ritos chineses como supersticiosos e incompatíveis com o catolicismo. Com o agravar dos conflitos, houve até trocas de excomunhão entre os dois prelados. Tournon acabou por morrer em Macau no dia 8 de Junho de 1710. Por causa da controvérsia dos ritos, o Imperador Kangxi, que anteriormente era favorável ao cristianismo, decidiu proibir em 1721 a actividade evangelizadora dos missionários europeus na China. Em 1732/1734, o Imperador Yongzheng expulsou todos os missionários da China, excepto aqueles que trabalhavam na Corte imperial como cientistas ou sábios (na sua maioria, eram jesuítas). Macau serviu-se assim de cidade de refúgio para dezenas de missionários expulsos, incluindo alguns bispos.
Durante o reinado do Imperador chinês Qianlong (1736-1796), as perseguições religiosas aos católicos chineses continuaram, afectando inclusivamente Macau: em 1748, foi decretado a proibição da conversão de chineses ao catolicismo e o encerramento da Igreja de Nossa Senhora do Amparo, que era na altura a igreja responsável pela maioria dos baptismos de chineses em Macau.
Em 1762, o Marquês de Pombal expulsou todos os jesuítas do Império português (incluindo Macau) e confiscou todos os seus bens em favor do Estado português. Na altura, os jesuítas era uma poderosa ordem religosa do Padroado e, por isso, a sua expulsão prejudicou bastante a actividade missionária portuguesa no Extremo Oriente e o ensino em Macau. Durante o século XIX e na sequência da implantação da República Portuguesa (1910), o Estado português, mesmo mantendo o Padroado, continuou a adoptar várias vezes políticas duras contra as ordens religiosas, como por exemplo a extinção das ordens masculinas e o confisco de todos os seus bens (ex: igrejas, conventos, etc.) em 1834. Todas estas acções anti-clericais "apressaram a ruína das missões portuguesas" e também causaram danos consideráveis ao património religioso confiscado: em 1835, a imponente Igreja da Madre de Deus e o Colégio de São Paulo foram destruídas por um incêndio, restando apenas as Ruínas de São Paulo; e em 1861, o Convento e Igreja de São Francisco (construídos pelos franciscanos) foram demolidos pelo Governo de Macau, que construiu no seu lugar o Quartel de São Francisco (em 1864/1866), que aloja actualmente o Comando das Forças de Segurança de Macau.

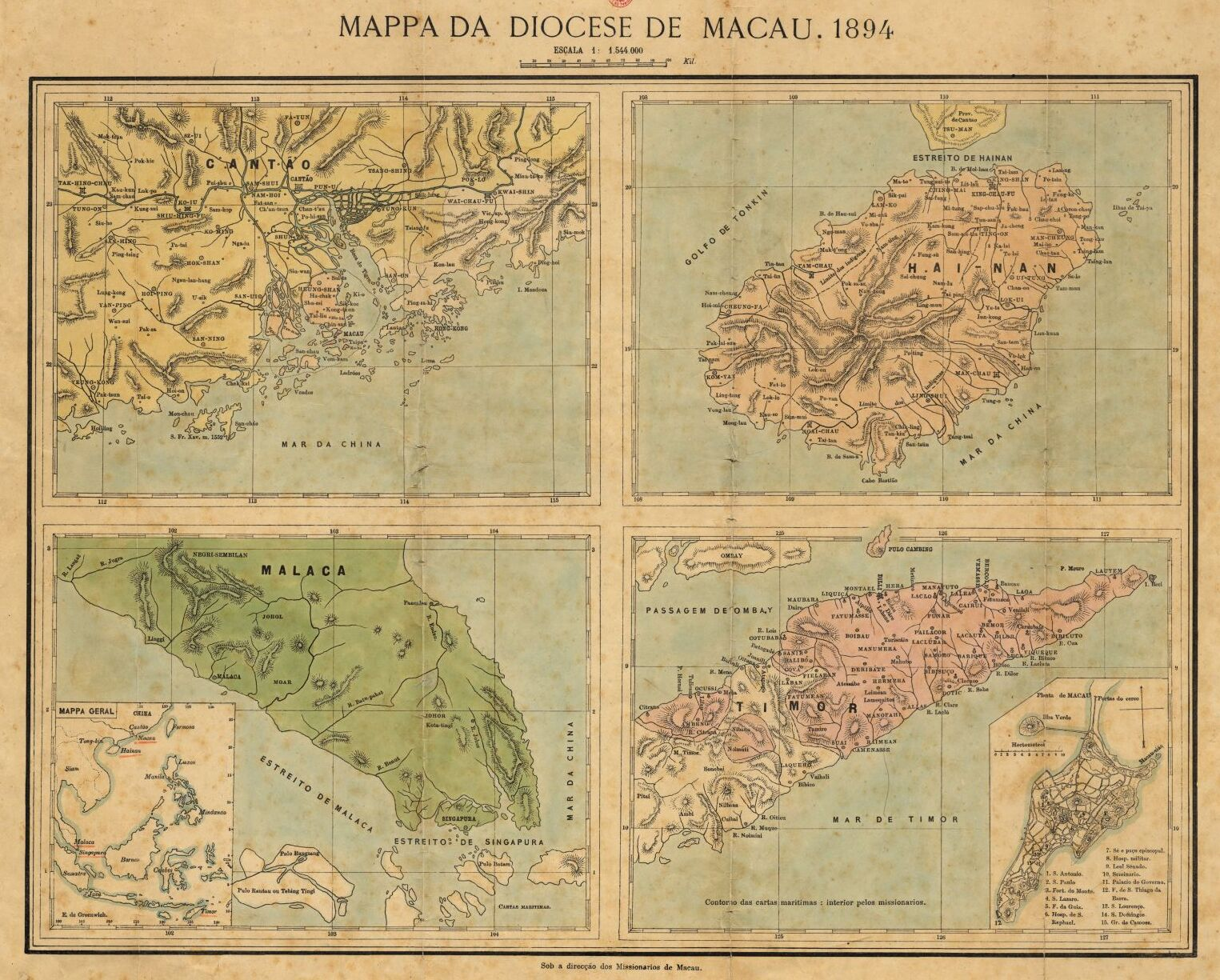
Mapa da Diocese de Macau, em 1894.

Em 1841, a Diocese de Macau perdeu a jurisdição sobre Hong Kong, com a criação da Prefeitura Apostólica de Hong Kong. E, em 1848, a Diocese perdeu também a jurisdição sobre Guangdong, Hainão e Guangxi, com a criação do Vicariato Apostólico de Guangdong e Guangxi. Mais tarde, em 1860, após negociações do Governo de Portugal com a Santa Sé, a jurisdição do bispado de Macau e do Padroado português na China passaram a incluir Macau, a província de Guangdong e as ilhas adjacentes. Em 1874, após novas negociações, a Diocese ficou circunscrita a Macau, Hainão, distrito de Heung-Shan (actual Zhongshan), várias ilhas do distrito de San-Vui e Timor Português. Em 1886, passaram da jurisdição do Arcebispo de Goa para a do bispo de Macau as paróquias de São José e de São Pedro, respectivamente os isentos de Singapura e de Malaca, i.e., estavam isentas da jurisdição dos respectivos Bispos locais e ambas eram mantidas pelas Missões Portuguesas de Singapura e Malaca. Por causa do decreto pontifício de 3 de Fevereiro de 1903, que só foi plenamente executado em Setembro de 1908, a Diocese perdeu a jurisdição da ilha de Hainão para o Vicariato Apostólico de Guangdong e, em troca, ganhou a jurisdição da Prefeitura de Shiu-Hing. Logo, a partir de 1908, a Diocese de Macau passou a ser constituída pelos territórios de Macau, Timor Português, distrito de Chong-San, prefeitura de Shiu-Hing e paróquias de São José (em Singapura) e de São Pedro (em Malaca). Em 1940/1941, o território eclesiástico de Timor Português desmembrou-se da Diocese de Macau e tornou-se na Diocese de Díli. Após a implantação da República Popular da China (em 1949), todos os missionários católicos na China foram presos ou expulsos e toda a actividade religiosa livre foi proibida pelas novas autoridades comunistas. Por causa disso, na prática, a jurisdição efectiva da Diocese ficou reduzida apenas a Macau e às paróquias de São José e de São Pedro. De acordo com as estatísticas publicadas pelo governo colonial de Macau, em 1951, a Diocese contava com cerca de 16,2 mil fiéis, dos quais cerca de 6,5 mil pertenciam aos isentos de Singapura e de Malaca. Em 1981, estas duas paróquias, com comunidades de luso-descendentes, deixaram de estar subordinadas à Diocese de Macau e passaram a estar sob a jurisdição dos respectivos Bispos locais (Arcebispo de Singapura e Bispo de Malaca-Johor), acabando com o seu estatuto de "isento". Por isso, desde 1981, a Diocese exerce apenas jurisdição de facto sobre o actual território de Macau. Em 1976, com a bula "Ad nominum" do Papa Paulo VI, ela deixou de ser sufragânea da Arquidiocese de Goa e Damão e passou a ser uma diocese isenta, ou seja, imediatamente sujeita à Santa Sé.
Nos últimos 50 anos, para responder às necessidades sociais, a Diocese de Macau desenvolveu vários projectos com vista ao bem-estar social, tais como a construção de escolas, creches, clínicas, de lares para idosos, sanatórios para doentes e centros de formação profissional. Ao longo do século XX, a Diocese, apoiando o Governo de Macau, acolheu centenas de milhares de refugiados da China Continental, do Vietname e do Timor-Leste, prestando-lhes um bom serviço sócio-assistencial e educativo. Como por exemplo, durante a Segunda Guerra Mundial, centenas de milhares de chineses refugiaram-se para Macau, elevando a sua população de 280 mil para mais de meio milhão. Entre os principais centros de acolhimento e assistência humanitária aos refugiados, destacava-se particularmente o "Centro Social Mateus Ricci", fundado em 1951 pelo padre jesuíta espanhol Luis Ruiz Suárez na Casa Ricci, que era a residência dos jesuítas em Macau. Esta instituição acolheu mais de 35 mil refugiados da China Continental, que fugiam do comunismo chinês, implantado em 1949. Em 1971, o "Centro Social Mateus Ricci" tornou-se formalmente uma organização subordinada à Diocese de Macau e um membro da Caritas Internationalis, mudando o seu nome para "Caritas de Macau" (ou "Caritas Macau"). Actualmente, a "Caritas Macau" opera uma grande rede de serviços e infra-estruturas destinadas a ajudar os mais pobres e necessitados de Macau.
O último Bispo de etnia portuguesa desta diocese foi D. Arquimínio Rodrigues da Costa, cujo bispado durou de 1976 a 1988, sendo substituído por D. Domingos Lam Ka-tseung, o primeiro bispo de etnia chinesa desta diocese, cujo bispado terminou em 2003. Ele era natural de Hong-Kong, mas desde criança vivia em Macau. D. Domingos Lam teve a difícil tarefa de preparar espiritual e materialmente a Igreja Católica local para a transferência de soberania de Macau para a República Popular da China, que ocorreu no dia 20 de Dezembro de 1999. Esta data marcou o fim do domínio colonial português sobre Macau e, consequentemente, o fim do Padroado português sobre a Diocese de Macau. D. Domingos conseguiu garantir autonomia financeira à Diocese, que deixou de receber subsídios governamentais depois de 1999, devido ao fim do Padroado português. Esta solidez financeira foi assegurada pelas propriedades, fundo de reserva, acções, títulos, depósitos a prazo e investimentos que a Diocese tinha em Macau e nas bolsas de Nova Iorque, Hong Kong e Londres. Durante o seu bispado, a formação contínua dos leigos e clérigos locais foi reforçada; foi criado em 1996 um instituto católico de ensino superior em Macau, o Instituto Inter-Universitário de Macau (actual Universidade de São José); e a Igreja de São José Operário foi construída em 1998 na zona norte da cidade de Macau.
O primeiro bispo diocesano que era natural de Macau foi D. José Lai Hung-seng, cujo bispado começou em 2003 e terminou em 2016. Preocupou-se em melhor aproveitar os recursos humanos e financeiros da Diocese, na evangelização, na formação contínua dos clérigos e leigos locais e no fomento de vocações sacerdotais locais, que escasseiam em Macau, sendo um problema preocupante que ainda não foi satisfatoriamente resolvido. Durante o seu bispado, novas comunidades de consagrados e congregações religiosas foram acolhidas na Diocese, contribuindo para revitalizar a vida eclesial local, que é afectada pelo envelhecimento e diminuição do número de padres diocesanos.. 
De facto, a diminuição do número de padres diocesanos foi drástica: de 38 (em 1978) para apenas 14 (em 2022). Destes 14 sacerdotes diocesanos, 8 eram aposentados. Em 2007, a idade média de um sacerdote na Diocese de Macau era superior a 60 anos. Durante o século XX, as quatro últimas ordenações sacerdotais locais foram realizadas entre 1978 a 1992. A falta de sacerdotes diocesanos é em parte suprida pela presença e trabalho pastoral de clérigos de diferentes congregações religiosas e de outras dioceses. A par desta situação de crise vocacional, também se verificou, até 2007, um declínio geral da prática religiosa nos fiéis leigos, registando-se uma diminuição do número de baptismos, de casamentos pela Igreja e de pessoas que iam regularmente à Missa.
 O rápido crescimento económico de Macau pode ser uma das possíveis causas do declínio da prática religiosa e de vocações sacerdotais. Este crescimento económico proporcionou muitas oportunidades de emprego para os jovens locais, principalmente trabalhos relacionados com a indústria dos casinos, e contribuiu para o fomento do materialismo e do consumismo na sociedade local, em detrimento dos valores espirituais, morais e religiosos. Neste contexto, foi também registado pelo Anuário Pontifício uma diminuição do número de fiéis católicos na Diocese de Macau: de 39 mil (em 1978) para cerca de 18,1 mil (em 2004). Mas as estatísticas publicadas pelo governo local apresentavam números diferentes: cerca de 23,3 mil em 1979 (aproximadamente 9,4% da população local) e cerca de 27 mil em 2004 (aproximadamente 5,8% da população local). Este número tem vindo a aumentar nos últimos anos, mesmo se este aumento não foi suficiente para travar a diminuição da percentagem da população que é católica: em 2008, o número de católicos em Macau subiu para cerca de 28,7 mil; em 2015, para cerca de 30,3 mil; em 2019, para cerca de 32 mil  e em 2022, para cerca de 32,5 mil  (aproximadamente 4,8% da população local).
Também apareceram outros sinais de esperança, que deram alguma vitalidade à Diocese: em 2007, as instalações do Seminário de São José foram reutilizadas para albergar o curso de Estudos do Cristianismo da Universidade de São José, um curso de ensino superior centrado na teologia católica. Em 2010, depois de 18 anos desde a última ordenação sacerdotal, um novo sacerdote diocesano foi ordenado e incardinado na Diocese de Macau. Também em 2010, a Diocese contava com quatro seminaristas novos, sendo dois deles enviados para Hong Kong para receberem formação. No início de 2016, havia em Macau um seminarista em formação, a cargo do Seminário de São José.
Durante o bispado de D. José Lai, a Universidade de São José (antigo Instituto Inter-Universitário de Macau) experimentou uma expansão acelerada, nomeadamente no crescente número de alunos, de professores e de cursos ministrados. Em 2005, várias igrejas e monumentos católicos, fazendo parte do Centro Histórico de Macau, foram declarados Património Mundial da Humanidade pela UNESCO. Durante os dias 24 a 28 de Setembro de 2008, a Diocese de Macau organizou e acolheu o VIII Encontro das Igrejas Lusófonas (também chamada de Encontro das Presidências das Conferências Episcopais dos Países Lusófonos), sob o tema genérico "Responsabilidades Sociais dos Cristãos em Época de Globalização". Este encontro bianual reúne os presidentes das conferências episcopais dos países lusófonos e também alguns bispos e padres lusófonos. Em 2014, o jornal diocesano O Clarim, que originalmente apenas publicava em português, tornou-se num semanário trilingue, com edições digitais e impressas em português, chinês e inglês, para melhor servir a população católica local, que é multicultural, e assim chegar a mais pessoas.
Ao longo destes anos, a composição demográfica da população católica de Macau sofreu mudanças significativas, com o forte crescimento e dinamização da comunidade católica filipina, de expressão inglesa, o que obrigou a Diocese a aumentar o número de Missas celebradas em inglês. Pelo contrário, a comunidade católica lusófona mostrou sinais de declínio, quer em termos de número de fiéis, quer em termos de expressão e importância no seio da vida eclesial local.

## Situação actual
De acordo com o artigo 34.º da Lei Básica da Região Administrativa Especial de Macau, "os residentes de Macau gozam da liberdade de crença religiosa e da liberdade de pregar, de promover actividades religiosas em público e de nelas participar". E, de acordo com o seu artigo 128.º, o Governo da Região Administrativa Especial de Macau "não interfere nos assuntos internos das organizações religiosas, nem na manutenção e no desenvolvimento de relações das organizações religiosas e dos crentes com as organizações religiosas e os crentes de fora da região de Macau. Não impõe restrições às actividades religiosas que não contrariem as leis da Região Administrativa Especial de Macau". Com estas garantias, os católicos de Macau, após a transferência de soberania de Macau para a República Popular da China (20 de Dezembro de 1999), puderam continuar a praticar a sua fé e foi ainda salvaguardada a autonomia da Diocese de Macau face às autoridades de Macau e da República Popular da China, nomeadamente da Associação Patriótica Católica Chinesa.
O sistema político de Macau, caracterizado pelo seu estatuto especial e alto grau de autonomia face às autoridades centrais da República Popular da China, confere à Diocese de Macau o direito de nomear dois representantes católicos para serem membros da Comissão Eleitoral para eleger o Chefe do Executivo. Esta comissão eleitoral, com 400 membros, tem a função de eleger por sufrágio indirecto o Chefe do Executivo de Macau, que é o Chefe do Governo e o dirigente máximo da Região Administrativa Especial de Macau.
O actual Bispo de Macau é D. Stephen Lee Bun-sang, um chinês natural de Hong Kong, que tomou posse da diocese em 23 de Janeiro de 2016, numa cerimónia litúrgica onde também se celebrou oficialmente os 440 anos do estabelecimento da diocese. Durante o seu bispado, houve um aumento no número de fiéis católicos e de vocações sacerdotais jovens: em 2023 e 2024, quatro novos sacerdotes foram ordenados e incardinados na Diocese de Macau, sendo que um deles é um macaense. Segundo o Anuário Pontifício, existia em 2016 cerca de 30,3 mil católicos e, em 2019, este número aumentou para 31,3 mil, que eram servidos por 20 padres diocesanos, 74 padres religosos, 184 religiosas e 112 religiosos. Segundo estatísticas publicadas pelo governo local, em 2022 o número de católicos subiu para 32,5 mil (aproximadamente 4,8% da população local), dos quais cerca de 17,2 mil eram residentes e na sua maioria membros da comunidade chinesa. Segundo estas mesmas estatísticas, a diocese contava com um bispo, um bispo-emérito, 13 padres diocesanos residentes e 1 padre diocesano que residia fora de Macau, 20 padres especiais, 60 padres regulares e 30 irmãos religiosos, 147 religiosas e 175 missionárias voluntárias. Em 2023, existiam em Macau 10 institutos religiosos masculinos, 16 institutos religiosos femininos e 2 institutos seculares.
A população católica de Macau é bastante multicultural, sendo principalmente constituída pelas comunidades chinesa (composta por chineses de Macau, chineses de Hong Kong, chineses provenientes da China Continental, etc.), lusófona (composta por portugueses europeus, luso-descendentes de Macau ou macaenses, africanos dos PALOPs, brasileiros, timorenses, etc.) e anglófona (composta sobretudo por filipinos). A existência histórica desta rica diversidade cultural e linguística, que justifica as celebrações de Missas e pastorais realizadas nas suas respectivas línguas, pode ser um desafio à comunhão eclesial. Por exemplo, as diferentes comunidades têm poucos momentos comuns de encontro e diálogo e o número de Missas bilingues ou trilingues é baixo.
Apesar de ser uma religião minoritária em Macau, a Igreja Católica continua a ter influência e a empenhar-se muito em áreas como a assistência social e a educação. Em 2022, a Igreja contava com 22 instituições de serviço social, onde se incluem sete creches; seis sanatórios para idosos; quatro centros de reabilitação para deficientes físicos e mentais; cinco lares para crianças de famílias monoparentais e/ou problemáticas. Na área da educação, no ano lectivo de 2021/2022, tutelou um total de 31 estabelecimentos de ensino (incluindo a Universidade de São José), com 32 339 alunos. Destes, 1184 frequentavam o ensino superior, 10 992 o secundário, 14 072 o primário e 6091 o pré-escolar. A Universidade de São José (antigo Instituto Inter-Universitário de Macau) foi fundado em 1996 pela Diocese de Macau, em estreita parceria com a Universidade Católica Portuguesa. Actualmente, a Diocese dispõe de um seminário, o Seminário de São José, para a formação de novos sacerdotes diocesanos.
Além da assistência social e educação, a influência católica alarga-se também aos "extractos sociais elevados", existindo vários juristas, empresários, profissionais liberais e políticos locais importantes que são católicos, tais como Florinda da Rosa Silva Chan (ex-Secretária para a Administração e Justiça da RAEM), Paul Pun Chi Meng (secretário-geral da Caritas Macau), António Ng Kuok Cheong e Paul Chan Wai Chi (ex-deputados à Assembleia Legislativa de Macau, ambos eleitos pela Associação de Novo Macau Democrático).

### Os católicos de expressão portuguesa
A comunidade católica de língua portuguesa apresenta sinais de declínio, quer em termos de número de fiéis, quer em termos de expressão e importância no seio da vida eclesial local. Em 2008, estimou-se que apenas cerca de 8 mil católicos eram de expressão portuguesa, sendo a sua maioria constituída por luso-descendentes de Macau ou macaenses, que são muitas vezes bilingues (português/chinês). Para além dos macaenses, estimou-se que cerca de mil eram portugueses europeus e os restantes eram chineses que sabiam falar português, africanos provenientes dos PALOPs, brasileiros, timorenses, etc. Em relação à catequese em língua portuguesa, no ano de 2007/2008, registaram-se apenas 156 inscrições.
Segundo vários relatos noticiados em 2008, 2010 e 2016, a comunidade lusófona diminuiu, havia falta de sacerdotes de expressão portuguesa e o número de Missas em língua portuguesa sofreu uma diminuição progressiva ao longo dos anos, um facto gerador de algum descontentamento e sentimentos de abandono em alguns fiéis lusófonos que se queixavam de insuficiente assistência litúrgica e pastoral. Mas, mesmo assim, Missas em língua portuguesa continuam a ser regularmente celebradas em várias paróquias e igrejas locais, se bem que em menor número do que antigamente, e a língua portuguesa continua a ser utilizada em vários documentos oficiais e publicações da Diocese. Novas iniciativas pastorais em língua portuguesa foram surgindo, como a restauração da celebração da Vigília Pascal somente em língua portuguesa em 2023 e a participação de um grupo de jovens da comunidade de língua portuguesa na Jornada Mundial da Juventude de 2023. E, em 2023 e 2024, quatro novos sacerdotes foram ordenados e incardinados na Diocese de Macau, todos eles com variados graus de domínio da língua portuguesa, sendo que um deles é um macaense.

### Os católicos de expressão inglesa
No início do século XXI, assistiu-se a um forte crescimento e dinamização da comunidade católica filipina. Em 2008, estimou-se que era constituída por mais de 10 mil fiéis filipinos, sendo a maior comunidade católica de expressão inglesa de Macau. Isto fez com que a Diocese tivesse que aumentar o número de Missas em inglês. Missas em tagalog também são regularmente celebradas. A Diocese mantém uma estrutura pastoral, o Centro Pastoral Católico (Filipino Pastoral Center), com o objectivo específico de servir os filipinos migrantes em Macau. A comunidade filipina é dinâmica e os seus membros, com espírito de entreajuda e solidariedade, animam as igrejas e as celebrações eucarísticas. Além de muitos serem praticantes e devotos, eles são "muito virados para a família, para o trabalho".
Desde 2003, no terceiro domingo de Janeiro, a comunidade filipina, mais concretamente a Associação do Santo Niño de Cebu em Macau, organiza o Sinulog, que é uma procissão religiosa, festividade e ritual de dança, em honra do Menino Jesus de Cebu.

## Instituições, associações e ordens religosas em Macau
A primeira ordem religiosa a ser acolhida em Macau foi a Companhia de Jesus, em 1563-1565, que fundou logo uma residência perto da actual Igreja de St. António. Naturalmente, os jesuítas escolheram Macau para ser o seu quartel-general no Extremo Oriente, sendo nesta cidade que construiram o seu colégio universitário e seminário. Foi também em Macau que residiram os seus visitadores e provinciais da China e do Japão, entre os quais se destacava Alessandro Valignano. Já após a erecção da Diocese de Macau em 1576, estabeleceram-se também em Macau os franciscanos (em 1579-1580), os agostinhos (em 1586-1587), os dominicanos (em 1587-1588) e as clarissas (em 1633-1634). Todas estas ordens religiosas, nomeadamente os jesuítas, contribuiram muito para o ensino em Macau e para as missões católicas do Extremo Oriente.
Porém, as ordens religiosas masculinas foram extintas no Império português (incluindo Macau) em 1834-1835, afectando seriamente o Padroado Português no Extremo Oriente e o ensino ocidental em Macau. Os jesuítas já tinham sido expulsos de Macau em 1762, mas acabaram por regressar novamente em 1862. Porém, eles foram novamente expulsos em 1872, para depois voltarem a regressar em 1890. A Ordem das Clarissas foi extinta em Macau em 1875, com a morte da sua última religiosa. No final do século XIX e início do século XX, a Diocese recebeu as Filhas da Caridade Canossianas em 1874, as Franciscanas Missionárias de Maria em 1903 e os Salesianos de Dom Bosco em 1906. A presença salesiana em Macau se fez sentir com a criação de várias instituições de ensino e de solidariedade social, tais como o Colégio Dom Bosco, o Colégio Yuet Wah e o Instituto Salesiano (ex-Orfanato da Imaculada Conceição), que foi fundado em 1906 por São Luigi Versiglia. Com a implantação da República Portuguesa em 1910, estas ordens religiosas foram expulsas de Macau, mas muitas delas continuaram a operar nos territórios não-portugueses que estavam sob a juridisção da diocese. Mais tarde, com o acalmar da situação política, elas puderam regressar e novas comunidades religiosas também se instalaram na cidade, nomeadamente as Missionárias de Nossa Senhora dos Anjos (em 1929), a Ordem das Carmelitas Descalças (em 1941), as Missionárias de Nossa Senhora do Perpétuo Socorro (em 1966) e as Filhas de São Paulo (em 1969).
Em 2023, existiam em Macau 10 institutos religiosos masculinos, 16 institutos religiosos femininos e 2 institutos seculares. Os institutos religiosos masculinos eram: a Companhia de Jesus, os Salesianos de Dom Bosco, a Pia Sociedade de São Paulo, os Missionários Combonianos do Coração de Jesus, as Missões Dominicanas de Nossa Senhora do Rosário, a Congregação dos Missionários Filhos do Imaculado Coração de Maria (Claretianos), a Sociedade do Verbo Divino, a Congregação Clerical dos Bem-Aventurados Mártires Coreanos, a Congregação dos Sacerdotes do Sagrado Coração de Jesus (Dehonianos) e Instituto do Verbo Encarnado. Os institutos religiosos femininos eram: as Filhas Canossianas da Caridade, as Franciscanas Missionárias de Maria, as Filhas de Maria Auxiliadora (Irmãs Salesianas), as Missionárias de Nossa Senhora dos Anjos (ou Angelinas), as Missionárias Dominicanas do Rosário, as Irmãs de Nossa Senhora da Caridade do Bom Pastor, as Filhas de São Paulo, as Missionárias de Nossa Senhora do Perpétuo Socorro, as Irmãs do Precioso Sangue, as Missionárias da Caridade, a Congregação das Irmãs da Caridade de Santa Ana, as Irmãs do Sagrado Coração de Jesus e Maria,  as Missionárias de Jesus Cristo, a Ordem Cisterciense da Estrita Observância (monjas trapistas), a Congregação de Nossa Senhora do Retiro no Cenáculo e as Servidoras do Senhor e da Virgem de Matará. Os institutos seculares eram: o Instituto Secular Nossa Senhora da Anunciação e o Instituto Secular das Voluntárias de Dom Bosco.
Para além dos institutos religiosos e seculares, existem também em Macau várias instituições, movimentos e associações católicas, tais como a Prelatura da Santa Cruz e Opus Dei, a Confraria de Nosso Senhor Bom Jesus dos Passos, a Confraria de Nossa Senhora do Rosário da Mãe de Deus, a Confraria de Santo António de Lisboa, o Movimento dos Focolares, o Caminho Neocatecumenal, as Irmãzinhas de Maria de Nazaré, o Serra Clube de Macau, a Associação Católica Feminina de Macau, a Legio Mariae Cúria Chinesa de Nossa Senhora das Vitórias (Legião de Maria), a Associação Casais para Cristo, a Associação Bíblica Católica de Macau, a Associação de Leigos Católicos de Macau, entre outros. As inúmeras escolas católicas locais, operadas quer pelos institutos religiosos quer pela Diocese, são actualmente reunidas e representadas pela Associação das Escolas Católicas de Macau e pela Associação Unida das Escolas Católicas da Diocese de Macau. A diocese possui também uma instituição de ensino superior católica, designada por Universidade de São José.
De entre as instituições católicas de solidariedade social, destaca-se a Cáritas de Macau, que opera uma grande rede de serviços e infra-estruturas destinadas a ajudar os mais pobres e necessitados. Com origens católicas, a Santa Casa da Misericórdia, fundada em 1569 pelo bispo D. Melchior Carneiro Leitão, é a mais antiga instituição de solidariedade social de Macau e actualmente tem uma gestão independente da Diocese.

## Meios de comunicação social
Em 1974, o Bispo D. Arquimínio Rodrigues da Costa, vendo os meios de comunicação social a florescer rapidamente e a tornar cada vez mais popular dentro da sociedade de Macau, decidiu estabelecer o Centro Diocesano dos Meios de Comunicação Social (CDMCS). Este órgão diocesano, fundado em 1975, tem como função coordenar o apostolado audiovisual da Diocese, apoiando a promoção da dignidade e dos valores morais humanos e a evangelização de Macau e das suas vizinhanças. O CDMCS desenvolve actividades em vários domínios do audiovisual, tais como actividades cinematográficas (Cineteatro Macau), transmissões online ao vivo de cerimónias litúrgicas e outros eventos da Diocese e a produção de vídeos de evangelização. Para além deste organismo diocesano, as Filhas de São Paulo, presentes em Macau desde 1969, dedicam-se também ao apostolado dos meios de comunicação social, operando uma livraria católica em Macau, a "Livraria São Paulo".
Actualmente, a imprensa católica local é constituída pelo menos por um semanário trilingue (português, chinês e inglês), "O CLARIM", fundado em 1948 e pertencente à Diocese.

## Paróquias

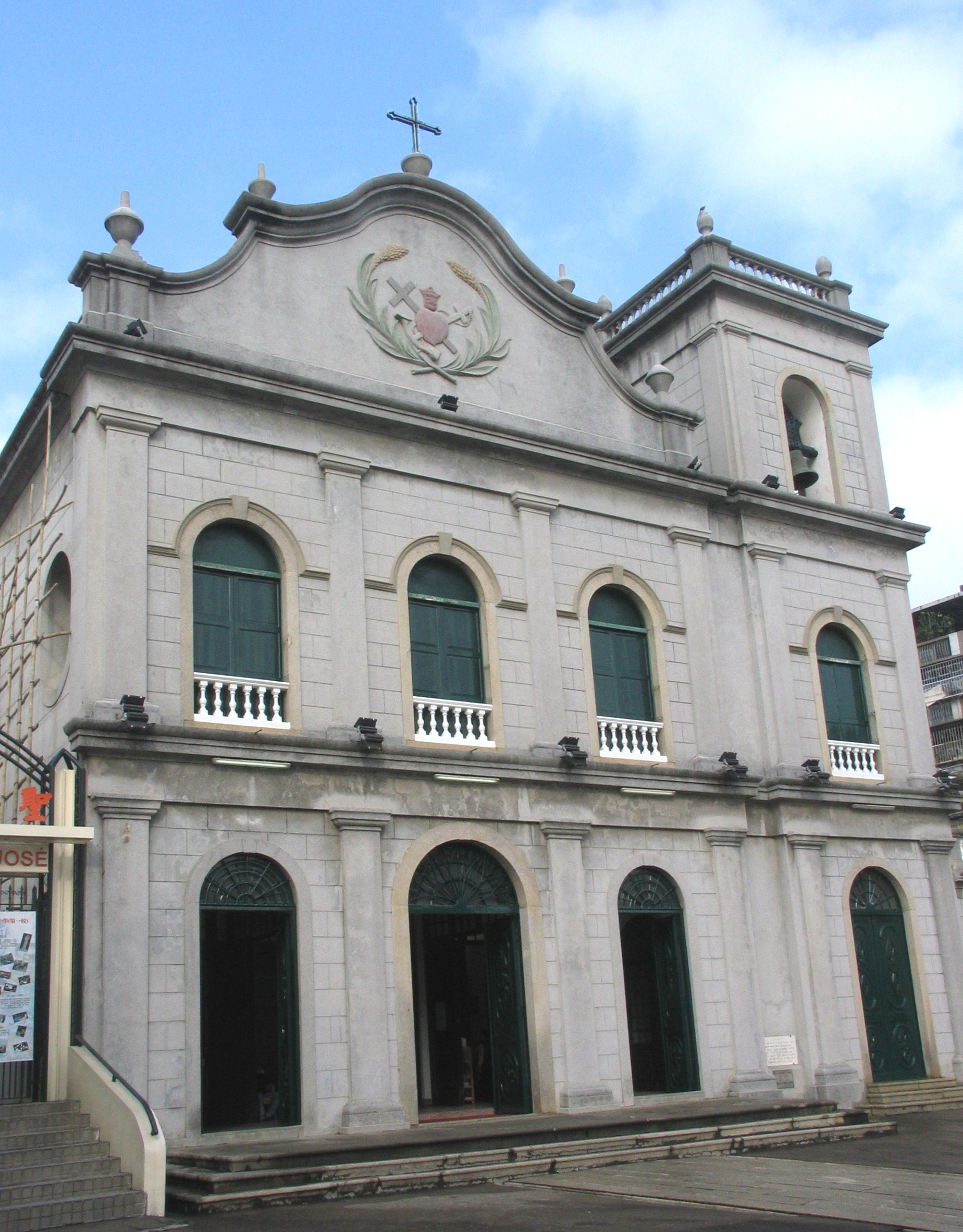
Igreja de São Lázaro, construída entre 1557 e 1560, é uma das igrejas mais antigas de Macau.

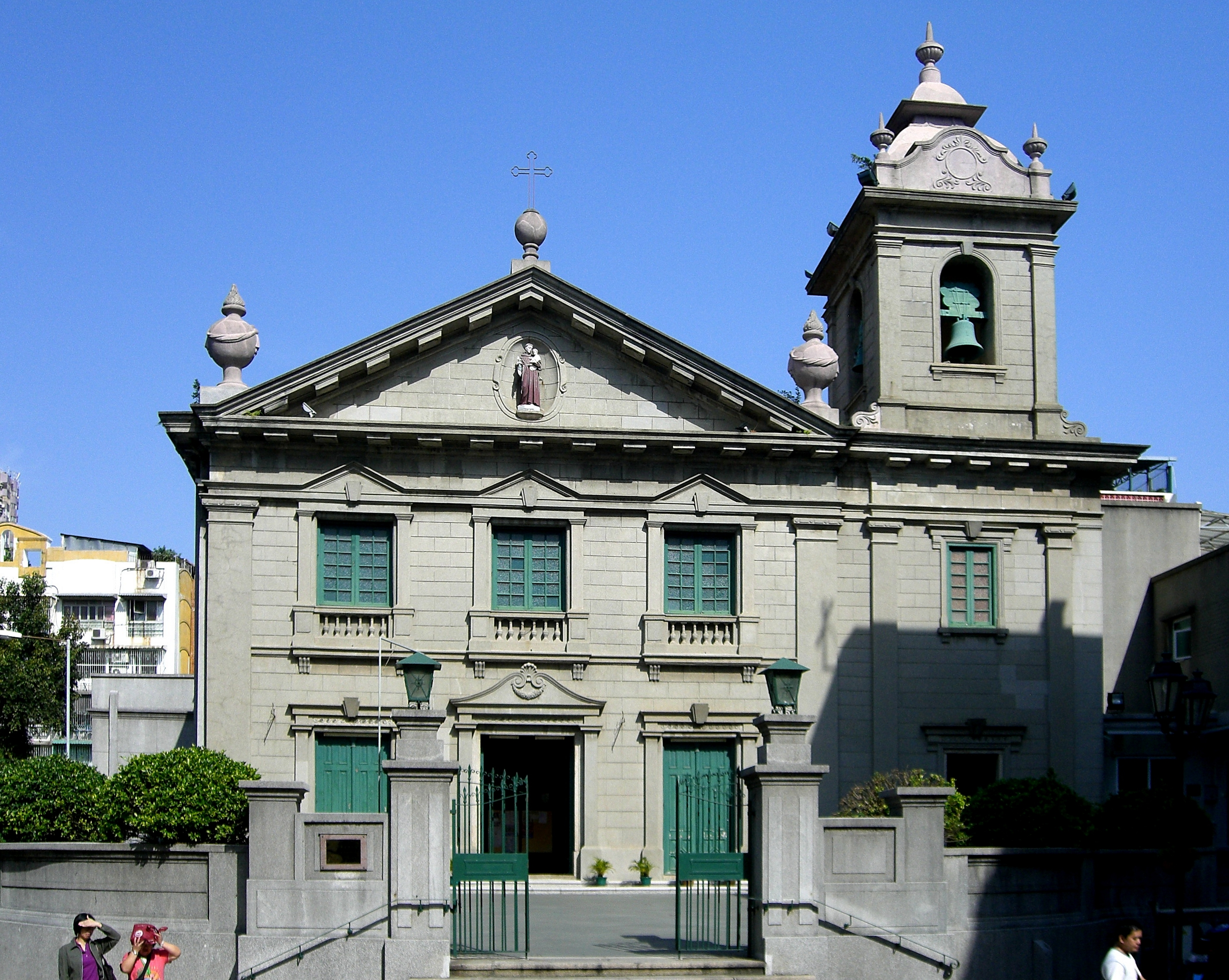
Igreja de Santo António, construída pelos jesuítas antes de 1560, é uma das igrejas mais antigas de Macau.

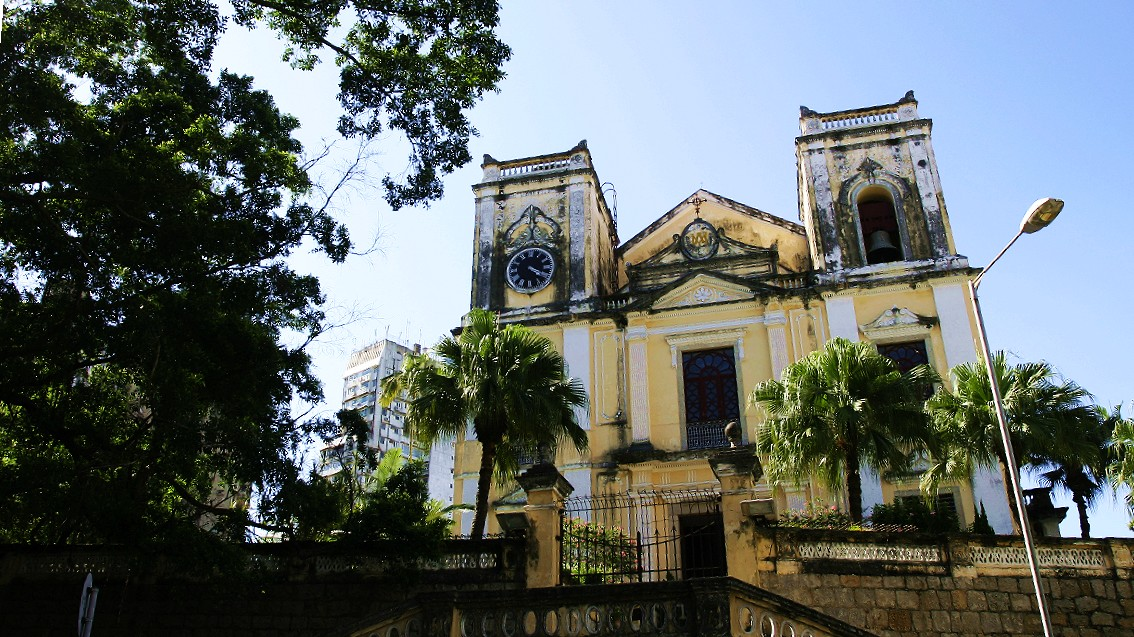
Igreja de São Lourenço, construída pelos jesuítas antes de 1560, é uma das igrejas mais antigas de Macau.

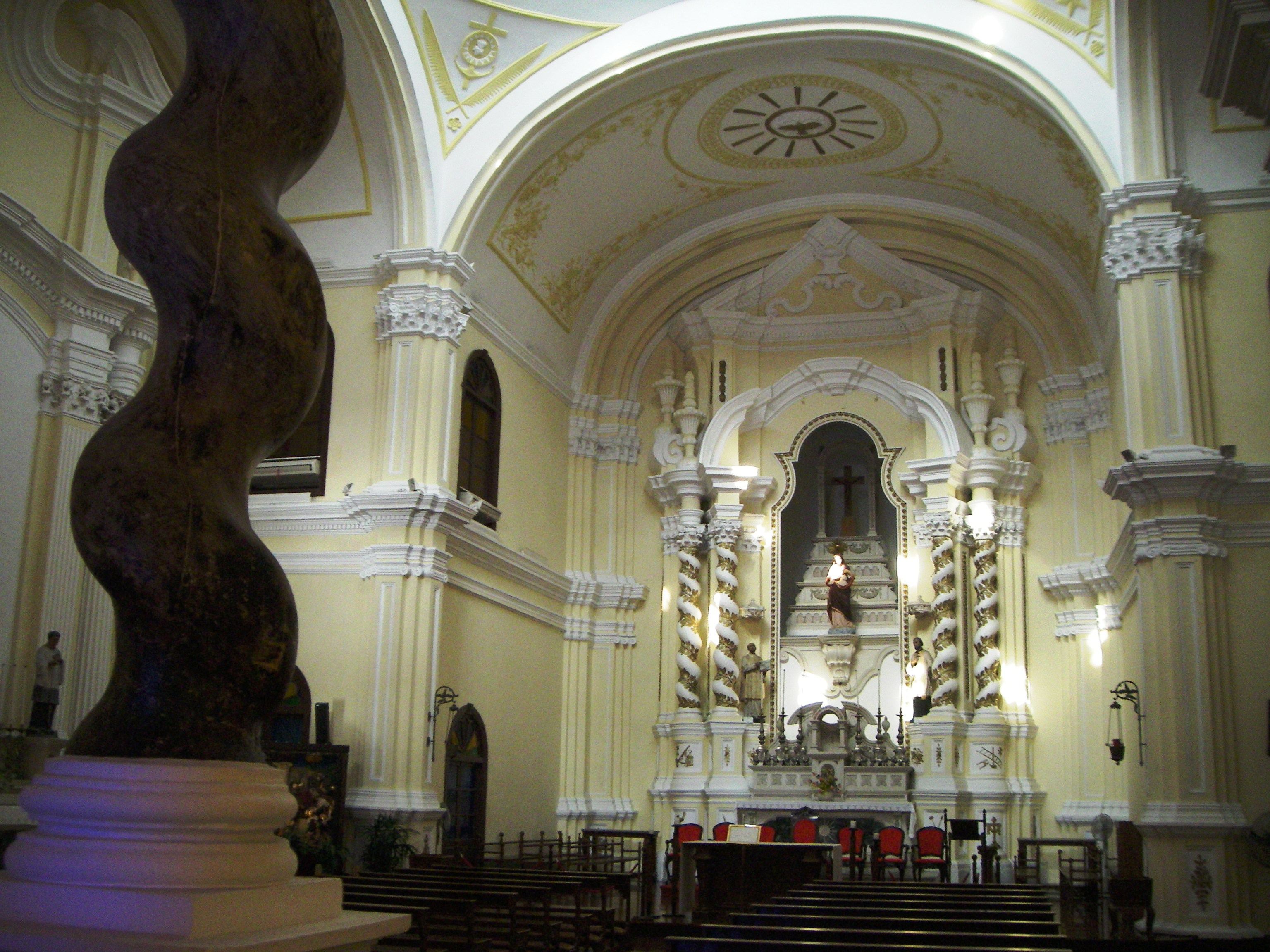
O interior da Igreja de São José, anexa ao Seminário de São José.

A Diocese de Macau está dividida em nove paróquias (sete na Península de Macau, uma na Taipa e uma em Coloane):
- Paróquia da Sé
- Paróquia de Nossa Senhora de Fátima
- Paróquia de Nossa Senhora do Carmo (na Taipa)
- Paróquia de Santo António
- Paróquia de São Lázaro
- Paróquia de São Lourenço
- Paróquia de São Francisco Xavier (Mong-Há)
- Paróquia de São José Operário
- Paróquia de São Francisco Xavier (Coloane)

## Igrejas e capelas
Segundo as estatísticas do Governo da RAEM, a Diocese de Macau possuiu 18 igrejas e capelas com edifício próprio e 56 capelas nas suas instalações diocesanas, sendo grande parte delas dedicadas à Virgem Maria, aos santos populares (ex: Santo António) ou aos santos fundadores das ordens religiosas que as construíram (ex: São Domingos e Santo Agostinho). As três igrejas mais antigas de Macau, todas construídas antes de 1560, são a Igreja de São Lázaro, a Igreja de São Lourenço e a Igreja de Santo António, sendo as duas últimas edificadas pelos jesuítas, que foram os primeiros missionários a residirem em Macau. A Igreja de São Lázaro, onde perto dela foi construída pelo bispo D. Melchior Carneiro Leitão uma leprosaria actualmente inexistente, foi a primeira Catedral da cidade e o centro da comunidade católica chinesa. Porém, em 1622, a então recém-construída Igreja da Sé tornou-se na Catedral, facto que perdura até hoje.
Os jesuítas também reconstruíram, em 1602, a imponente Igreja da Madre de Deus, dedicada à Virgem Maria, mas também chamada vulgarmente de Igreja de São Paulo, porque estava anexa ao famoso Colégio de São Paulo, onde os missionários jesuítas eram formados antes de evangelizarem o Extremo Oriente. Infelizmente, ambos os edifícios foram destruídos por um incêndio, em 1835, restando apenas hoje a grandiosa fachada e algumas ruínas adicionais. Para além dos jesuítas, os dominicanos e os agostinhos também residiram em Macau e construíram respectivamente a Igreja de São Domingos (em 1587) e a Igreja de Santo Agostinho (em 1586 ou 1591), anexas aos seus respectivos conventos.
Em 1622, foram construídas a Capela de Nossa Senhora da Guia (inicialmente gerida pelas clarissas) e a Capela de Nossa Senhora da Penha. No século XVIII, foram construídas a Capela de São Tiago (em 1740) e a Igreja de São José (em 1758), anexa ao Seminário jesuíta de São José. No século XIX, foram construídas a Capela de São Miguel (em 1875), anexa ao cemitério com o mesmo nome; e a Igreja de Nossa Senhora do Carmo (em 1885), na ilha da Taipa, que foi anexada no mesmo século à colónia portuguesa de Macau. Os portugueses também ocuparam a ilha de Coloane, onde construíram na vila de Coloane a Igreja ou Capela de São Francisco Xavier, em 1928. Em pleno século XX, foram construídas a nova Igreja de São Francisco Xavier (perto de Mong-Há, em 1951), a Igreja de Nossa Senhora das Dores (em 1966), a nova Igreja de Nossa Senhora de Fátima (em 1967) e a Igreja de São José Operário (em 1998).
Inicialmente, as igrejas mais antigas eram construídas com madeira, taipa, bambu, palha, esteiras e argila. A partir de meados do século XVII, a pedra, o tijolo, a argamassa e outros materiais mais modernos (ex: betão) acabaram por tornar-se nos materiais mais comuns de construção. Devido principalmente a danos causados por incêndios ou tufões, muitas das igrejas foram alvo de amplificação, reparação e reconstrução, tais como a Capela de Nossa Senhora da Penha em 1935, a Igreja da Sé em 1850 e em 1937/1938, a Igreja de São Lourenço em 1801/1803, a Igreja de Santo António em 1638 e em 1940, a Igreja de Santo Agostinho em 1814, a Igreja de São Domingos em 1997 e a Igreja de São Lázaro em 1885/1886.
Grande parte das igrejas e capelas de Macau apresentam uma arquitectura europeia barroca, mas enriquecida por características originárias do Oriente (ex: Goa), tais como o uso da telha chinesa em vários telhados e a existência de painéis de terracota e de motivos orientais esculpidos em algumas fachadas. Devido ao seu alto valor histórico e arquitectónico, a Igreja de S. Lourenço, a Igreja e Seminário de S. José, a Igreja de St. Agostinho, a Igreja da Sé, a Igreja de S. Domingos, as Ruínas de S. Paulo, a Igreja de St. António e a Capela de N. Sra. da Guia foram incluídos em 2005 no "Centro Histórico de Macau", que por sua vez está incluído na Lista do Património Mundial da Humanidade da UNESCO.

## Procissões
Várias procissões anuais são organizadas na Diocese, tais como:
- o Sinulog, no terceiro domingo de Janeiro. Esta procissão, festividade e ritual de dança, em honra do Menino Jesus de Cebu, é organizada desde 2003 pela Associação do Santo Niño de Cebu em Macau e conta com uma grande adesão da comunidade filipina.[79]
- a Procissão de Nosso Senhor Bom Jesus dos Passos, nos primeiros sábado e domingo da Quaresma. Esta procissão multissecular faz um trajecto entre a Sé Catedral e a Igreja de Santo Agostinho, com o objectivo de relembrar o sofrimento, crucifixão e morte de Jesus Cristo.[103]
- a Procissão do Cristo Morto (ou Procissão do Senhor Morto), na Sexta-Feira Santa, comemora a morte de Cristo e, desde tempos antigos, está inserida nas celebrações locais da Páscoa.[28][104]
- a Procissão de Nossa Senhora de Fátima, no dia 13 de Maio. Esta procissão tradicional e quase centenária (realizada pela primeira vez em 1929) começa na Igreja de S. Domingos e termina na Capela de Nossa Senhora da Penha. Comemora a primeira aparição de Nossa Senhora de Fátima aos 3 pastorinhos em 1917, em Portugal.[105]
- a Procissão de Santo António, no sábado ou no domingo antes ou a seguir a 13 de Junho, realizada na Paróquia de Santo António.[106][107]
- a Procissão do Santíssimo Sacramento (ou Corpus Christi), no domingo logo a seguir à solenidade do Corpo e Sangue de Cristo, para celebrar e comemorar o dogma católico da Real Presença de Cristo na hóstia e vinho consagrados.[108]
- a Procissão de São Roque, no segundo domingo de Julho, realizada na Paróquia de São Lázaro.[109]
- a Procissão de Nossa Senhora dos Remédios, em Outubro, realizada na Paróquia de São Lourenço.[110][111]
- a Procissão de Nossa Senhora de Fátima, no dia 13 de Outubro, mais recente e em menor escala, realizada na Paróquia de Nossa Senhora de Fátima e associada à sua festa paroquial.[112]
- a Procissão de Nossa Senhora da Imaculada Conceição, no dia 8 de Dezembro, realizada agora na Paróquia de Nossa Senhora do Carmo.[113]

Estas procissões são importantes expressões públicas de piedade popular local, sendo participadas por centenas de católicos devotos. As procissões mais tradicionais e antigas, de maior envergadura, como a de Nosso Senhor dos Passos e a de Nossa Senhora de Fátima (no dia 13 de Maio), atraem até católicos que vivem fora de Macau, que visitam esta cidade para conhecerem a religiosidade católica local. Com raízes nas tradições religiosas portuguesas, estas duas procissões, historicamente ligadas à comunidade macaense mas agora abertas a outras comunidades, contam com uma forte participação ao nível diocesano e, em 2017, foram classificadas pelo governo local como Património Intangível de Macau.